# Шантарович, Владимир Владимирович
Влади́мир Влади́мирович Шантаро́вич (бел. Уладзімір Уладзіміравіч Шантаровіч; род. 17 июня 1952, Могилёв, БССР, СССР) — белорусский тренер по гребле на байдарках и каноэ, заслуженный тренер БССР (1982).

## Биография
В 1973 году окончил Гомельский государственный университет.
Его первыми тренерами были Николай Гавриленко и Виктор Станибуло.
После службы в армии, с 1974 года — преподаватель ДСО «Спартак» (гребля на байдарках).
1976—1979 годы — старший тренер-преподаватель Гомельской областной школы спортивного высшего мастерства.
1978—1992 годы — тренер сборных СССР.
В 1993—2000 годы — тренер, а с 2001 года — главный тренер национальной команды Белоруссии по гребле на байдарках и каноэ.
Им подготовлено 25 мастеров международного класса и около 170 мастеров СССР и РБ, в том числе олимпийские чемпионы Роман Петрушенко и Вадим Махнев.
Живёт в Мозыре.

## Награды и премии
- Орден Отечества II степени (2010)[4]
- Орден Отечества III степени (2008) — за достижение высоких спортивных результатов на XXIX летних Олимпийских играх 2008 года в г. Пекине (КНР), большой личный вклад в развитие физической культуры и спорта[5]
- Заслуженный тренер БССР (1982)
- Награждён грамотой Верховного Совета БССР (1979)
- Награждён Почётной грамотой ВЦСПС (1979) — как лучший тренер года СССР по работе со спортивным резервом[6]
- Лауреат премии «Белорусский спортивный Олимп» (2011)[7]
- Почётный гражданин г. Мозырь (2003)